# Annona paludosa
Annona paludosa este o specie de plante angiosperme din genul Annona, familia Annonaceae, descrisă de Jean Baptiste Christophe Fusée Aublet. Conform Catalogue of Life specia Annona paludosa nu are subspecii cunoscute.